# First kaleidscope ~Kimi no Uchi ni Tsuku Made Zutto Hashitte Yuku~
first kaleidscope ~Kimi no Uchi ni Tsuku Made Zutto Hashitte Yuku~ (～君の家に着くまでずっと走ってゆく?) fue el primer EP o miniálbum indie de la banda japonesa GARNET CROW.

## Detalles
Fue lanzado al mercado el día 4 de diciembre de 1999 bajo el sello Tent House. Todas las letras fueron escritas por Azuki Nana, compuestas por Yuri Nakamura y arregladas por Hirohito Furui.
Existen dos versiones del mismo álbum que fueron lanzadas al mercado en su momento, en un número de copias bastante minúsculo. La principal diferencia entre las dos versiones es el orden en que están colocadas las canciones, y aparte de eso nada fuera de lo normal aparte de un camio relativo en los colores de la portada y el libreto. Nana Azuki fue la encargada del diseño del libreto y carátula del álbum. La primera edición sólo fue puesta a la venta en tiendas de HMV Tower Records a finales de noviembre de 1999.
Este fue el único lanzamiento indie de GARNET CROW, y permaneció durante tres semanas en el Oricon Indies Music Chart, con ventas bastante bajas. Todos los temas fueron grabados en Red Way Studio, donde los integrantes de la banda originalmente se conocieron. Una versión rearreglada de "Kimi no Uchi ni Tsuku Made Zutto Hashitte Yuku" y "Futari no Eocket" fueron posteriormente sencillos de la banda, y también incluidos en lo que fue su primer álbum major también titulado first kaleidoscope, pero con la leyenda de su tema posteriormente lanzado "Mizu no nai Hareta Umi e". La versión indie de "Kimi no Uchi ni Tsuku Made Zutto Hashitte Yuku" fue en el 2005 integrada a la compilación de grandes éxitos Best como el primer tema, dándole la importancia que merece el humilde inicio que tuvo GARNET CROW en la industria, que significó su comienzo. Otro de los temas incluidos aquí, "Sky", en una versión regrabada fue posteriormente agregado a lo que fue el cuarto álbum de estudio de la banda, "I'm waiting 4 you", al igual que fue incluido en el álbum Best.

## Canciones

### Primera edición
1. «Kimi no Uchi ni Tsuku Made Zutto Hashitte Yuku» (君の家に着くまでずっと走ってゆく?)
2. «dreaming of love»
3. «Futari no Rocket» (二人のロケット?)
4. «Sky»
5. «Towa ni Nemure» (永遠に葬れ?)
6. «A crown»

### Segunda edición
1. «Kimi no Uchi ni Tsuku Made Zutto Hashitte Yuku» (君の家に着くまでずっと走ってゆく?)
2. «Futari no Rocket» (二人のロケット?)
3. «Sky»
4. «Dreaming of love»
5. «Towa ni Nemure» (永遠に葬れ?)
6. «A crown»

- Datos: Q837967